# IC 5345
IC 5345 — галактика типу Sbc (компактна витягнута спіральна галактика) у сузір'ї Водолій.
Цей об'єкт міститься в оригінальній редакції індексного каталогу.